# Elevation (novela)
Elevation es una novela corta del autor estadounidense Stephen King, publicada el 30 de octubre de 2018 por Scribner con ilustraciones de Mark Edward Geyer, quien previamente había ilustrado los libros de King El retrato de Rose Madder y La milla verde.

## Información general
King anunció el lanzamiento de Elevation en una entrevista con Entertainment Weekly el 22 de diciembre de 2017. Mientras se refería a su más reciente novela La caja de botones de Gwendy, King afirmó, "He escrito otra novela llamada Elevation, desarrollada en la ciudad de Castle Rock y, de cierta forma, una especie de secuela para Gwendy".

## Sinopsis
La historia se desarrolla en la localidad de Castle Rock, Maine. El personaje principal, Scott Carey, se enfrenta a una misteriosa enfermedad que le causa efectos extraños en su cuerpo y le hace perder peso rápidamente, incluso si parece sano por fuera. Mientras lucha contra esta enfermedad con su médico de confianza, también intenta arreglar una situación desesperada en la que una pareja del mismo sexo intenta abrir un restaurante rodeado de un público que lo desaprueba.

## Recepción
Kirkus Reviews se refirió a la novela de la siguiente manera: "Una fábula conmovedora con un par de pinchazos políticos hábiles en el camino para demostrarnos que el hombre puede ser más tolerante".